# Alfonso Plazas Vega
Luis Alfonso Plazas Vega (Sogamoso, Boyacá, 21 de junio de 1944) es un militar y político colombiano. El 9 de junio de 2010, el coronel (r) fue condenado en primera instancia por el Juzgado Tercero Penal del Circuito Especializado de Bogotá a 30 años de prisión por la presunta desaparición forzada de 12 personas. Sin embargo fue absuelto por la Corte Suprema de Justicia en 2015.

## Biografía
Hijo del Mayor del Ejército Alfonso Plazas Olarte y Fanny Vega Montoya. Casado con Thania Vega, quien fue senadora del Centro Democrático, tienen tres hijos.
Oficial del Ejército Nacional de Colombia, ingresó en 1960 a la edad de 15 años como cadete de la Escuela Militar de Cadetes General José María Córdova y alcanzó el grado de Coronel con el cual se retiró en 1992. Es Administrador de Empresas de la Universidad de América, especializado en Administración Pública de la ESAP, realizó un Diplomado en Alta Gerencia de la Universidad de los Andes y otro Diplomado en Asuntos Internacionales en la Sociedad de Asuntos Internacionales de Madrid, España. Adelantó curso de Armas Blindadas en Fort Knox, Kentucky, Estados Unidos en 1977 siendo destacado en la llamada Commandants List, por sus resultados. En 1983 adelantó un curso de inglés avanzado en el Defense Language Institute de la Base Aérea de Lackland en San Antonio, Texas. Curso de Comando y Estado Mayor en Fort Leavenworth, Kansas. Fue Jefe de Operaciones de la Quinta Brigada en Bucaramanga, Comandante del Grupo Guías de Casanare con sede en Yopal y jurisdicción en Casanare y Arauca, Comandante de la Escuela de Caballería en Bogotá, entre 1984 y 1987. Participó en la reacción a la Toma del Palacio de Justicia  por la guerrilla del M-19 el 6 y 7 de noviembre de 1985.

“Mantener la democracia, maestro”.
Alfonso Plazas Vega, entrevista durante recuperación del Palacio de Justicia Noviembre 6 y 7 de 1985.

Fue jefe de Estado Mayor de la Segunda Brigada en Barranquilla y Director del Departamento de Estrategia de la Escuela Superior de Guerra entre otros cargos.
Fue agregado militar en Madrid, España, en 1989-90, ministro plenipotenciario en Pretoria, Sudáfrica en 1995, delegado de Colombia en la conferencia de la UNCTAD en Midrand, Sudáfrica, así como miembro de la delegación de Colombia en varias conferencias internacionales.  
Fue nombrado en la Dirección Nacional de Estupefacientes de Colombia durante la primera presidencia de Álvaro Uribe Vélez en 2002. Renunció en noviembre de 2004, tras haber sido acusado en el Congreso de mal manejo de los bienes confiscados a narcotraficantes, señalamientos no comprobados. En 2006, la fiscal Ángela María Buitrago comenzó a investigar las desapariciones del Palacio de Justicia y en 2007 Plazas Vega fue acusado formalmente y detenido el 16 de julio de 2007. En 2010 sentenciado en primera instancia por la desaparición forzada de 11 personas en el marco de esos hechos. En 2012, el Tribunal Superior de Bogotá confirmó esa sentencia, a 30 años de prisión, pero solo por la desaparición de dos personas: Carlos Augusto Rodríguez Vera (administrador de la cafetería del Palacio de Justicia) e Irma Franco Pineda (guerrillera del M-19). Fue absuelto el 16 de diciembre de 2015 por la Corte Suprema de Justicia En 2017 demandó a la fiscal Ángela María Buitrago, y a la Nación por 11mil millones de pesos, por los procesos en su contra por la retoma del palacio de Justicia y sus 8 años y medio en prisión. Archivada la demanda en 2019 por la Corte Suprema de Justicia. En 1994  fue candidato al Senado por el Partido Liberal, en 2006 por el partido de la U y en 2018 por el Centro Democrático. En 2019 intenta reabrir la investigación contra la fiscal que lo investigó y acusó. Ha sido conferenciante, escritor de diez libros, columnista de los periódicos El Nuevo Siglo, Acore y escrito varios artículos en revistas, catedrático de varias universidades y de institutos militares del país, como la Escuela Superior de Guerra de la cual fue director del Departamento de Estrategia, de la Escuela Militar de Cadetes, de la Escuela de Infantería de la cual fue Inspector de Estudios, de la Escuela de Caballería en la cual fue igualmente Inspector de Estudios. Durante cinco años fue catedrático en la Universidad de la Sabana. 
Fue miembro y presidente de la Federación Ecuestre de Colombia. Miembro de Academia Colombiana de Historia,Sociedad Bolivariana de Colombia, Academia de Historia de Boyacá, Academia de Historia Militar, Instituto Sanmartiniano de Colombia. Fue miembro de la Sociedad Colombiana de Economistas.
En 2023, fue demandado en Estados Unidos por el caso de la muerte del Magistrado Carlos Horacio Urán, quien salió con vida del Palacio de Justicia y fue entregado muerto.

## Reconocimientos
Condecorado con 17 medallas durante su carrera militar por el gobierno colombiano y una por las Fuerzas Militares de Venezuela (1987). Después de su retiro ha sido condecorado 6 veces más, incluyendo la Orden de la Democracia de la Cámara de Representantes.

## Obras
- 25 Soldados, Influencia de los Militares en el Desarrollo de los Estados Unidos, Imprenta de las Fuerzas Militares, Bogotá, 1984
- Presidentes de Colombia  (Primera edición) Imprenta de las Fuerzas Militares, Bogotá, 1988. ISBN 958-300-5320  Presidentes de Colombia (segunda edición), “Editorial El Cid”, Bogotá, ISBN 1991978-983-00532-9  Presidentes de Colombia (tercera edición), “Panamericana Editorial”, Bogotá, 1993. ISBN 958-30-0082-5  Presidentes de Colombia (cuarta edición), “Panamericana Editorial”, Bogotá, 1998  Presidentes de Colombia (quinta edición), “Editorial Panamericana”, Bogotá, 2003. ISBN 958-30-0532-0
- La Batalla del Palacio de Justicia, “Intermedio Editores”, Bogotá, 2000. ISBN  958-28-1166-8
- El Palacio de Justicia, documento testimonial, “Editorial Carrera 7”, Bogotá, 2004. ISBN 958-8129-44-3
- La Ley de Extinción de Dominio (Coautor), “Editorial Carrera 7”, Bogotá, 2004. ISBN 958-8129-46-x
- El Itinerario de una Injusticia, “Nomos Impresores”, Bogotá, 2008.  ISBN 978-958-35-0695-6
- Historia de la Caballería Colombiana (Coautor), Editorial Planeta, Bogotá, 2009. ISBN 13: 978-958-42-2203-9. También ISBN 10: 958-42-2203-1
- ¿Desaparecidos? El negocio del dolor. “Ediciones DIPON", Bogotá, y Ediciones Gato Azul, Buenos Aires, 2011. ISBN 978-958-8243-44-3
- Manteniendo la Democracia, Maestro. Cangrejo Editores, Bogotá y Ediciones Gato Azul, Buenos Aires, 2016. ISBN 978-958-8296-73-9
- Gobernantes Españoles de la Nueva Granada, Cangrejo Editores, Bogotá y Ediciones Gato Azul, Buenos Aires, 2017. ISBN 978-958-8296-83-8